# JSWD Architekten
JSWD Architekten ist ein Architekturbüro mit Hauptsitz in Köln und einer Dependance in Berlin, das in Deutschland und dem europäischen Ausland tätig ist. Es besteht seit dem Jahr 2000 und entstand aus dem Zusammenschluss der beiden Büros WJD Architekten und Jaspert & Steffens Architekten.

## Unternehmensgeschichte
JSWD bestehen seit 2000. Sie haben mit einem kleinen Team begonnen. Bis 2023 leiteten die vier Gründungspartner Frederik Jaspert, Konstantin Jaspert, Jürgen Steffens und Olaf Drehsen das Büro, in dem mittlerweile etwa 280 Mitarbeitende aus 30 Nationen arbeiten. Seit dem 1. Januar 2024 leiten die Gründungspartner Olaf Drehsen und Frederik Jaspert, die nun alleinige Gesellschafter von JSWD sind, gemeinsam mit den Partnern Christian Mammel, Mario Pirwitz und Tobias Unterberg sowie den Associate Partnern Hermann J. Norda und Helmut Schröder das Büro. Konstantin Jaspert und Jürgen Steffens sind weiterhin Mitglieder des Führungsgremiums und beratend tätig. Die Aufgabenschwerpunkte liegen im Bereich von Bauten für Lehre und Forschung, Verwaltung, Wohnen, Gesundheit und Kultur, die im In- und Ausland entstehen. Die große Mehrzahl davon hat das Büro über gewonnene Architektenwettbewerbe akquiriert. Das Themenspektrum reicht von Architektur und Städtebau über Innenarchitektur bis hin zur Generalplanung. Im Jahr 2010 wurde die JSWD Health Care gegründet, die die Bauprojekte im Bereich des Gesundheitswesens, wie Krankenhäuser, Pflegeeinrichtungen, Laborbauten und Forschungseinrichtungen, im In- und Ausland übernimmt. Dazu gehört auch die fachübergreifende Koordination bei der Abwicklung interdisziplinärer Aufgabenstellungen. Das Büro ist außerdem Mitglied im Förderverein der Bundesstiftung Baukultur.

## Unternehmensstruktur

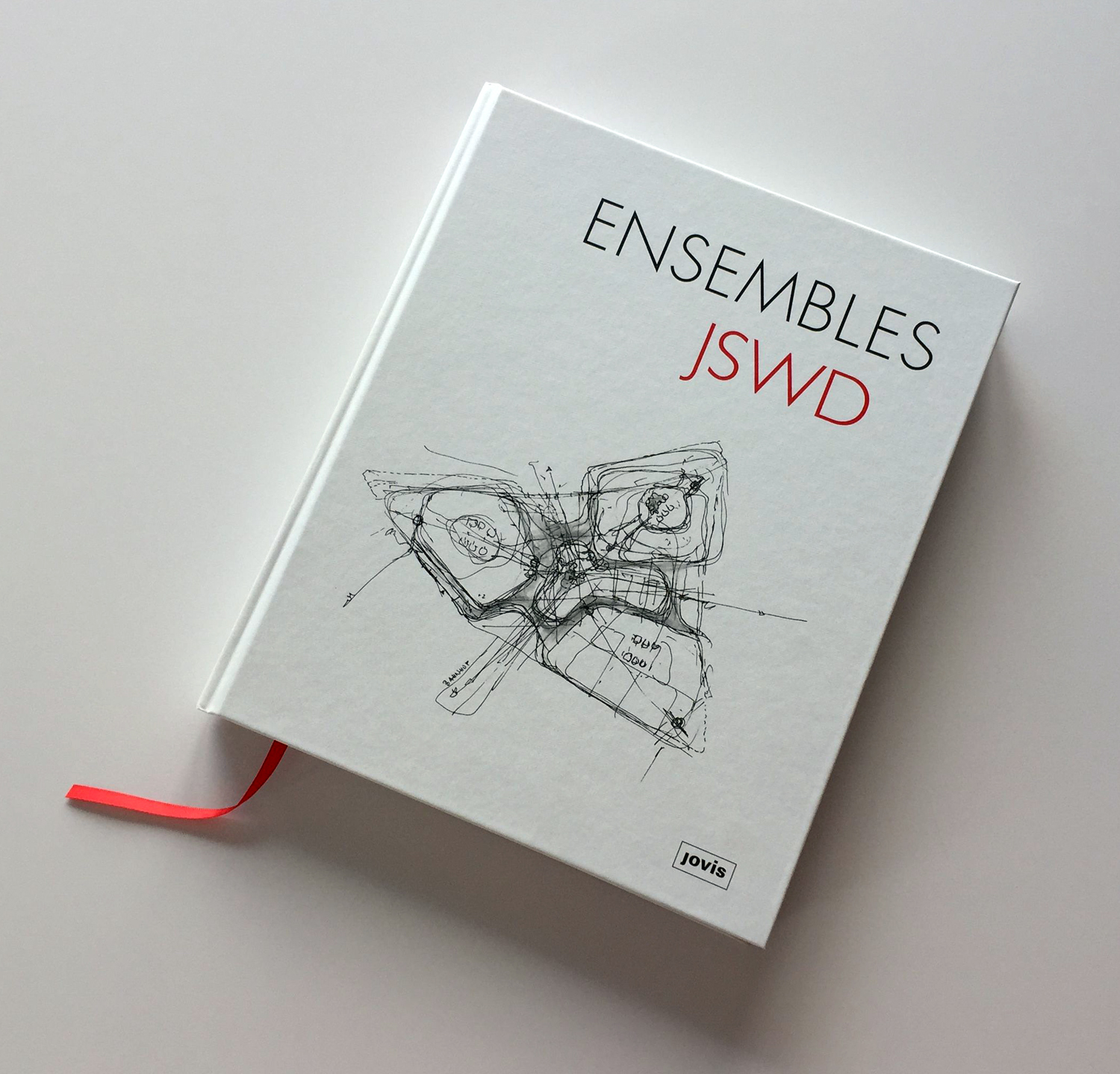
Cover des 2020 erschienenen Buchs über JSWD

Die Führungsspitze von JSWD besteht aus Olaf Drehsen als geschäftsführendem Gesellschafter und Frederik Jaspert als Gesellschafter. Zum Führungsgremium gehören außerdem die Partner Christian Mammel, Mario Pirwitz und Tobias Unterberg sowie die Associate Partnern Hermann J. Norda und Helmut Schröder. Bei Wettbewerben und bei der Durchführung von Projekten arbeitet das Architekturbüro zum Teil mit Partnerbüros aus dem europäischen Ausland, aus Asien und aus den USA zusammen.

### Gründungspartner

#### Frederik Jaspert
Frederik Jaspert, Jg. 1965, studierte Musik- und Theaterwissenschaften an der Universität zu Köln und Architektur an der RWTH Aachen. Für seine Diplomarbeit wurde er mit dem Friedrich-Wilhelm-Preis der RWTH Aachen ausgezeichnet. Bereits während des Studiums arbeitete er im Büro Behnisch & Partner, Stuttgart. Von 1995 bis 1999 arbeitete er bei Gmp Architekten von Gerkan, Marg und Partner mit Sitzen in Hamburg und Aachen. Von 1996 bis 2001 war er Assistent bei Volkwin Marg an der RWTH Aachen. 1998 gründete Jaspert gemeinsam mit Olaf Drehsen in Köln das Architekturbüro WJD Architekten. Seit 2000 ist er Partner im Büro JSWD, seit 2009 Partner der JSWD Architekten GmbH + Co. KG. Von 2010 bis 2011 war er Gastprofessor an der RWTH Aachen.

#### Konstantin Jaspert
Konstantin Jaspert, Jg. 1961, ist Architekt und einer von vier Gründungspartnern von JSWD. Er studierte Architektur an der RWTH Aachen und wurde für seine Diplomarbeit mit de Friedrich-Wilhelm-Preis der RWTH Aachen ausgezeichnet. Nach dem Studium arbeitete er im Büro Schuster Architekten in Düsseldorf. Von 1991 bis 1996 war er Assistent bei Volkwin Marg an der RWTH Aachen. 1992 gründete er gemeinsam mit Jürgen Steffens in Köln das Architekturbüro Jaspert & Steffens Architekten. 1999 wird er in den BDA Köln berufen. Im Jahr 2000 schlossen sich Jaspert & Steffens Architekten mit WJD Architekten zu JSWD Architekten zusammen. 2001 hatte Konstantin Jaspert an der Hochschule Koblenz (ehemals Fachhochschule Koblenz) einen Lehrauftrag inne. Von 2001 bis 2004 war er Mitglied im Vorstand des BDA Köln. Von 2009 bis 2023 war Konstantin Jaspert Partner von JSWD. Seit dem 1. Januar 2024 ist er ausschließlich beratend tätig.

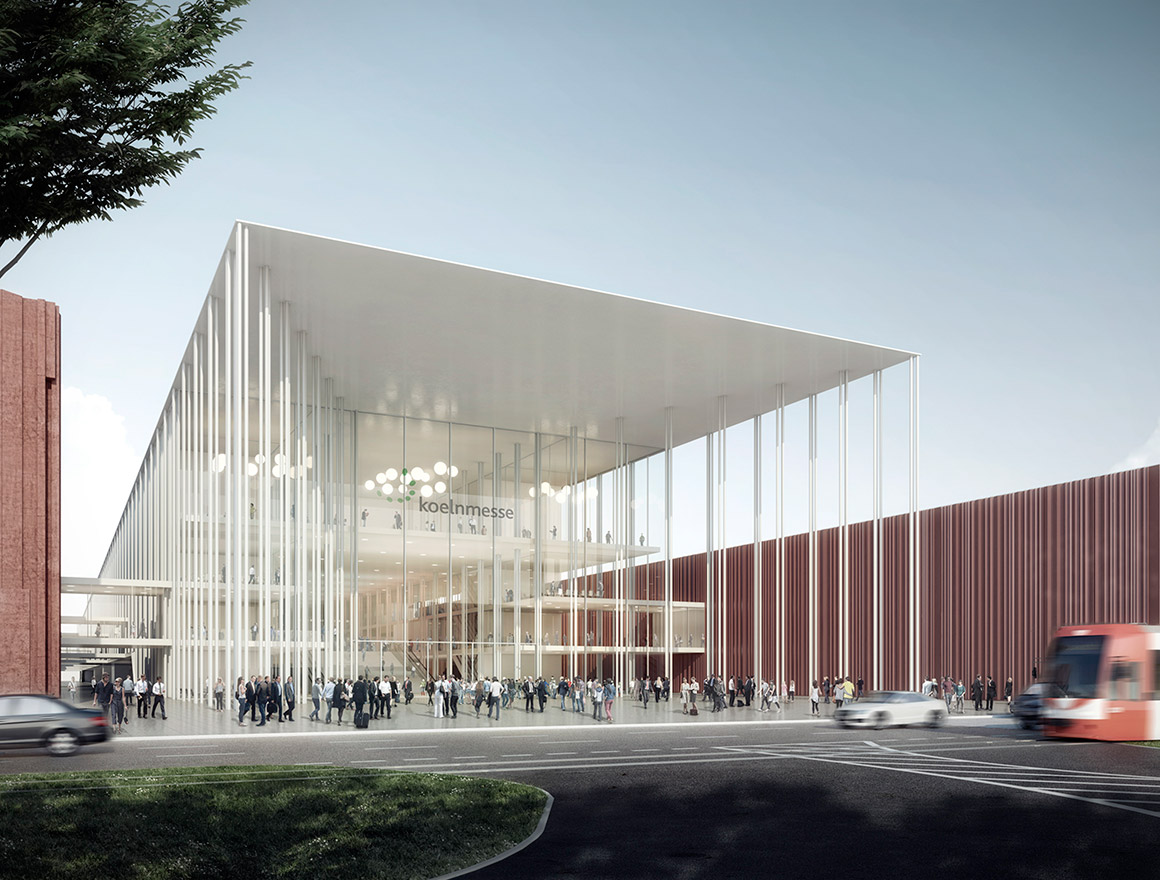
Visualisierung „Koelnmesse 3.0“, Wettbewerb 2016

#### Jürgen Steffens
Jürgen Steffens, Jg. 1960, studierte Architektur an der RWTH Aachen. Danach arbeitete er im Büro Behnisch & Partner, Stuttgart. Von 1992 bis 1995 war er Assistent bei Vladimir Lalo Nikolić an der RWTH Aachen. 1992 gründete er gemeinsam mit Konstantin Jaspert in Köln das Architekturbüro Jaspert & Steffens Architekten. Im Jahr 2000 schloss sich dieses Büro mit WJD Architekten zu JSWD Architekten zusammen. Seit 2001 lehrt Jürgen Steffens u. a. an der Hochschule Koblenz als Lehrbeauftragter. 2002 war er Professor i. V. an der Hochschule Bochum, von 2003 bis 2006 Gastprofessor an der Chinesischen Universität für Bergbau und Technologie, Xuzhou. 2005 war er außerdem Professor i. V. an der Technischen Universität Darmstadt und wurde dort mit der Ehrenmedaille des Fachbereichs Architektur ausgezeichnet. Seit 2003 ist er im Vorstand des Vereins kölnarchitektur e. V., einem Kölner Internetforum für Architektur und Städtebau, seit 2006 als Vorstandsvorsitzender. Seit 2009 ist Jürgen Steffens Partner der JSWD. Seit 2015 ist er Gastprofessor an der School of Architecture and Design der Beijing Jiaotong-Universität, China. 2017 hat er als eingeladener Sprecher am UIA 2017 Seoul World Architects Congress teilgenommen. Seit dem 1. Januar 2024 ist Jürgen Steffens im Büro ausschließlich beratend tätig.

#### Olaf Drehsen
Olaf Drehsen, Jg. 1967, studierte Architektur an der RWTH Aachen. Bereits während des Studiums arbeitete er im Büro Behnisch & Partner, Stuttgart. Von 1994 bis 1995 war er Mitarbeiter im Büro Kowalski in Düsseldorf. 1995 gründete er sein eigenes Architekturbüro in Aachen. Von 1995 bis 1998 arbeitete er bei Gmp Architekten von Gerkan, Marg und Partner mit Sitzen in Hamburg und Aachen. 1998 gründete Drehsen gemeinsam mit Frederik Jaspert in Köln das Architekturbüro WJD Architekten. Seit 2000 ist er geschäftsführender Partner im Büro JSWD, seit 2009 geschäftsführender Gesellschafter der JSWD Architekten GmbH & Co. KG und seit 2015 stellvertretender Vorsitzender des Gestaltungsbeirats der Stadt Düren. Von August 2019 bis Juli 2020 dozierte er an der University of South Florida (USF), School of Architecture & Community Design (SACD), USA. Seit August 2020 hat er dort eine Professur inne. 2022 wurde er ins American Institute of Architects (AIA) berufen sowie in die Association of Medical Facility Professionals (AMFP). 2023 folgte die Berufung in den Architekten für Krankenhausbau und Gesundheitswesen e. V. (AKG).
Quelle:

## Die Architektur von JSWD

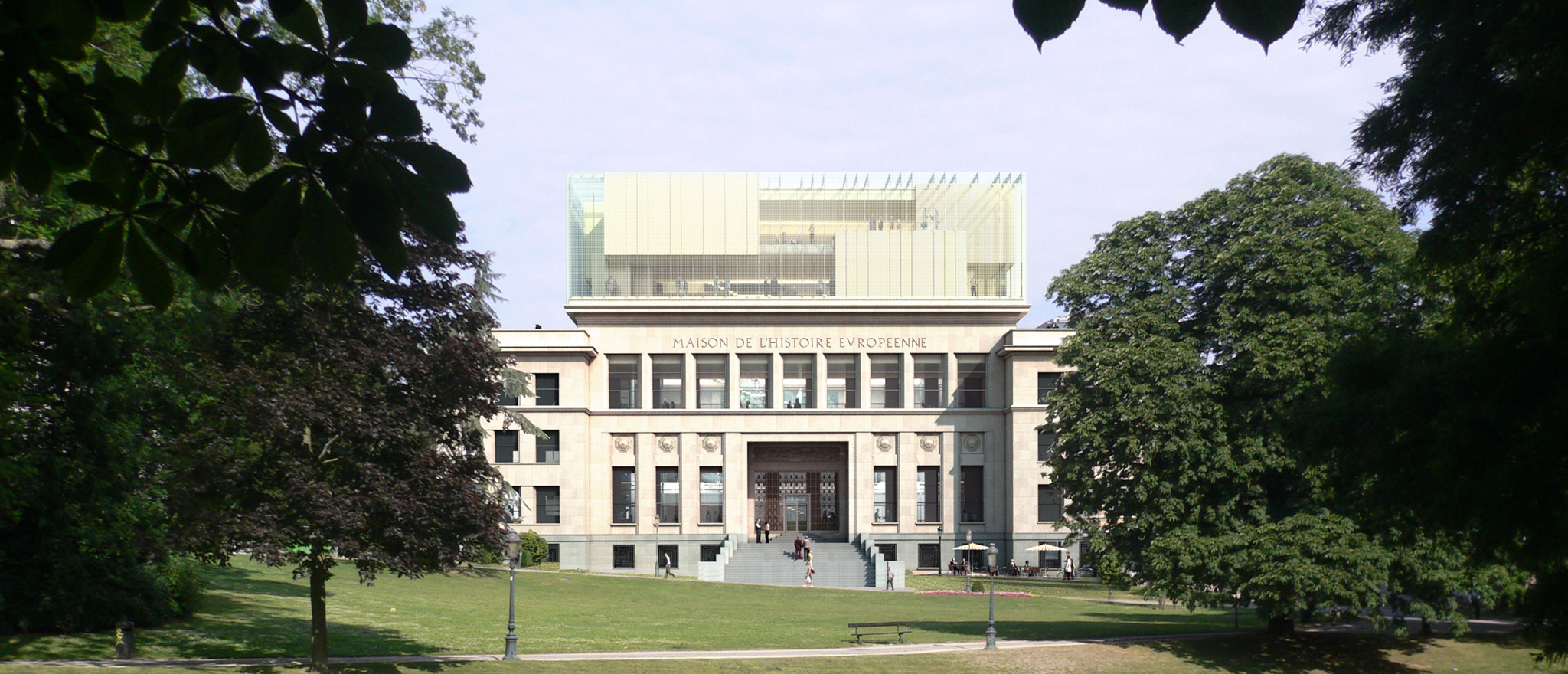
Visualisierung „Haus der Europäischen Geschichte, Brüssel“; es wurde 2017 eingeweiht

Die Projekte, die JSWD bearbeiten, weisen im Hinblick auf Größe, Aufgabenschwerpunkt und Bauherrschaft ein breites Spektrum auf. Form, Funktionalität und Materialität sind JSWD bei den von ihnen geplanten Gebäuden besonders wichtig. Die Entwürfe werden immer aus den Besonderheiten des jeweiligen Ortes, an dem das Gebäude später entstehen soll, heraus entwickelt. Ganz intensiv setzen sich JSWD bei allen Bauten mit der Fassade als Haut des Gebäudes auseinander. Sie transportiert das Innenleben nach und lässt bei Gebäuden eine Corporate Architecture entstehen.
Außerdem spielen die drei Aspekte der Nachhaltigkeit – ökologisch, ökonomisch und sozial – eine wichtige Rolle. Viele der realisierten Gebäude wurden nach einem der verschiedenen Systeme zur Klassifizierung für ökologisches Bauen zertifiziert (z. B. DGNB, Passivhausstandard, LEED).
Gemeinsam mit den Fachplanern erbringen sie alle Leistungsphasen der HOAI.

Wichtige Meilensteine im Portfolio von JSWD sind die Projekte Thyssenkrupp-Quartier, Essen (2011 bis 2014), das Haus der Europäischen Geschichte, Brüssel (2017) sowie der Wettbewerbsgewinn zur Auslobung des Neubaus Schauspielhaus und der Sanierung der Oper, Köln (2008). Im März 2016 wurde der Entwurf von JSWD für die Kölnmesse 3.0 von der Jury mit dem ersten Preis ausgezeichnet. 

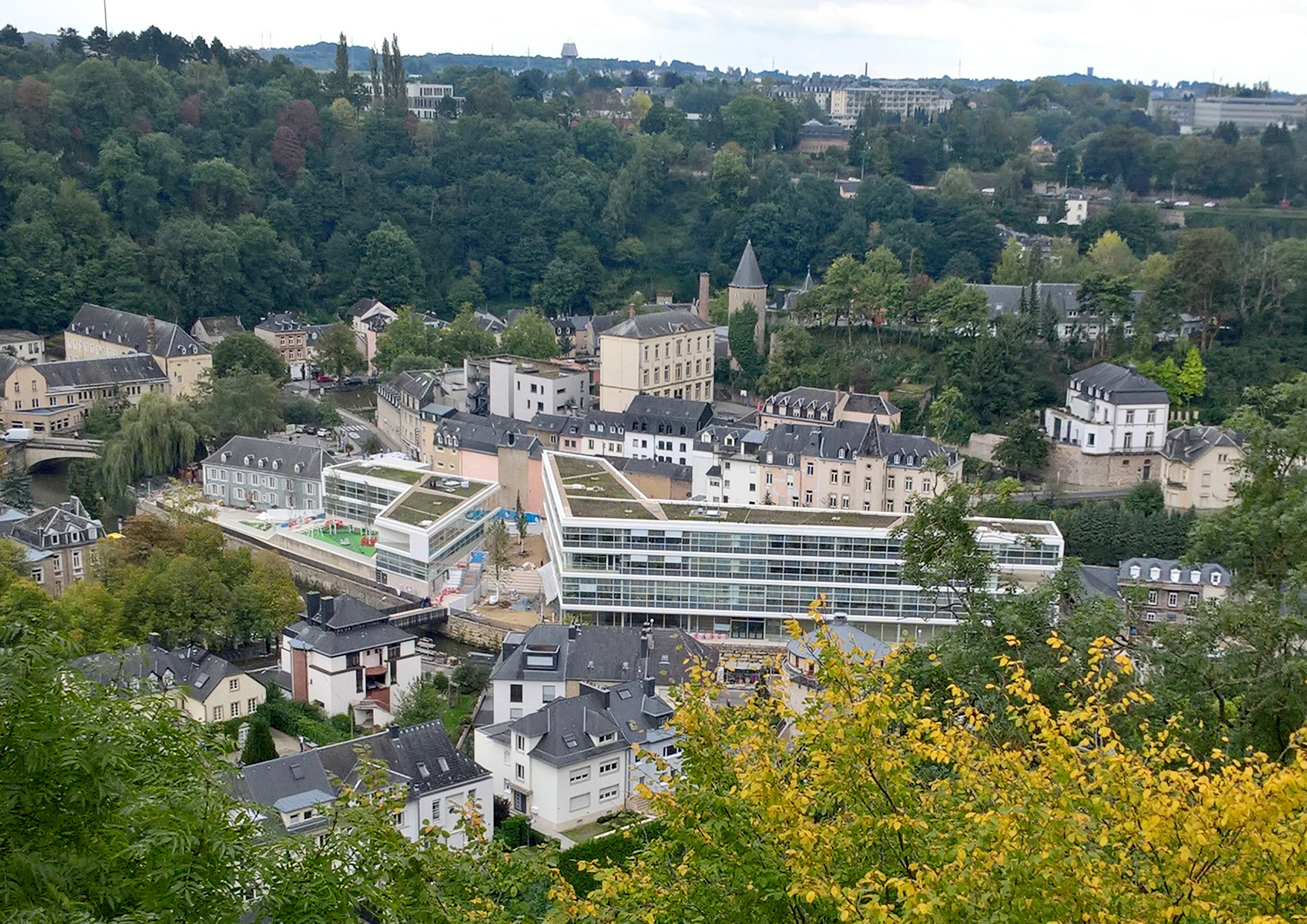
Die Ecole Centrale Clausen im luxemburgischen Stadtteil Clausen wurde 2017 fertiggestellt.

### Bauwerke (Auswahl)
- 2024: Bürohaus Curve, Düsseldorf, 1. Preis im Wettbewerb 2018[9]
- 2024: Event- und Kongress-Location Confex der Koelnmesse, Köln, 1. Preis im Wettbewerb 2016[10]
- 2023: Stadtquartier Neuer Kanzlerplatz, Bonn (Fertigstellung: Haus 1 (Hochhaus) im Jahr 2023, Haus 2 und 3 im Jahr 2022)[11]
- 2023: Rathaus Steinweg + Janshof mit integrierter Stadtbücherei und Kundencenter der Stadtwerke und der (Gesellschaft für Bauen und Wohnen GmbH der Stadt Brühl), Brühl (Erweiterung und Sanierung des denkmalgeschützten Rathauses)[12]
- 2022: Wohn- und Geschäftshaus 1 des Projektes „Neue Mitte Porz“, Köln
- 2022: Mantelbebauung Hybrid.M, München[13]
- 2021: Verwaltungsgebäude und Betriebshöfe der Wolfsburger Abfallwirtschaft und Straßenreinigung (WAS), Wolfsburg[14]
- 2021: Moxy Hotel Cologne Airport, Köln[15]
- 2019: Universitätsklinikum Schleswig-Holstein (UKSH), Kiel[16]
- 2019: Hochhausensemble The Icon Vienna, Wien, 1. Preis im Wettbewerb 2013 mit BEHF Architects
- 2018: Hauptverwaltung der GAG Immobilien, Köln, 1. Preis im Wettbewerb 2015[17]
- 2018: Bahnhofsareal des Hauptbahnhofs Wuppertal-Döppersberg, 1. Preis im städtebaulichen Wettbewerb 2004[18]
- 2018: Bürohaus für Vivawest auf dem Campus der ehemaligen Zeche Nordstern, Gelsenkirchen, 1. Preis im Wettbewerb 2014
- 2017: „House of Elements“ als neuer Hauptsitz der Brenntag-Gruppe, Essen
- 2017: Ecole Centrale Clausen, Luxemburg, 1. Preis Wettbewerb 2008[19]
- 2017: Haus der Europäischen Geschichte („Maison de l'histoire européenne“), Brüssel, 1. Preis Wettbewerb 2011 (mit Chaix & Morel et Associés, Paris und TPF Engineering, Brüssel)
- 2017: FLOW Tower, Umbau des ehemaligen Hochhauses des Bundesverbands der Deutschen Industrie, Köln
- 2015: CWD Center for Wind Power Drives, Aachen, 1. Preis Wettbewerb 2011
- 2015: CSSF Commission de Surveillance du Secteur Financier (luxemburgische Bankenaufsicht), Luxemburg, 1. Preis Wettbewerb 2011 (mit architecture & aménagement, Luxemburg)
- 2014: Thyssenkrupp Quartier, 2. Bauabschnitt, Essen, 1. Preis Wettbewerb 2006 (mit Chaix & Morel et Associés, Paris) Rendering des Thyssenkrupp Quartiers nach Plänen von JSWD Architekten und Chaix & Morel et Associés

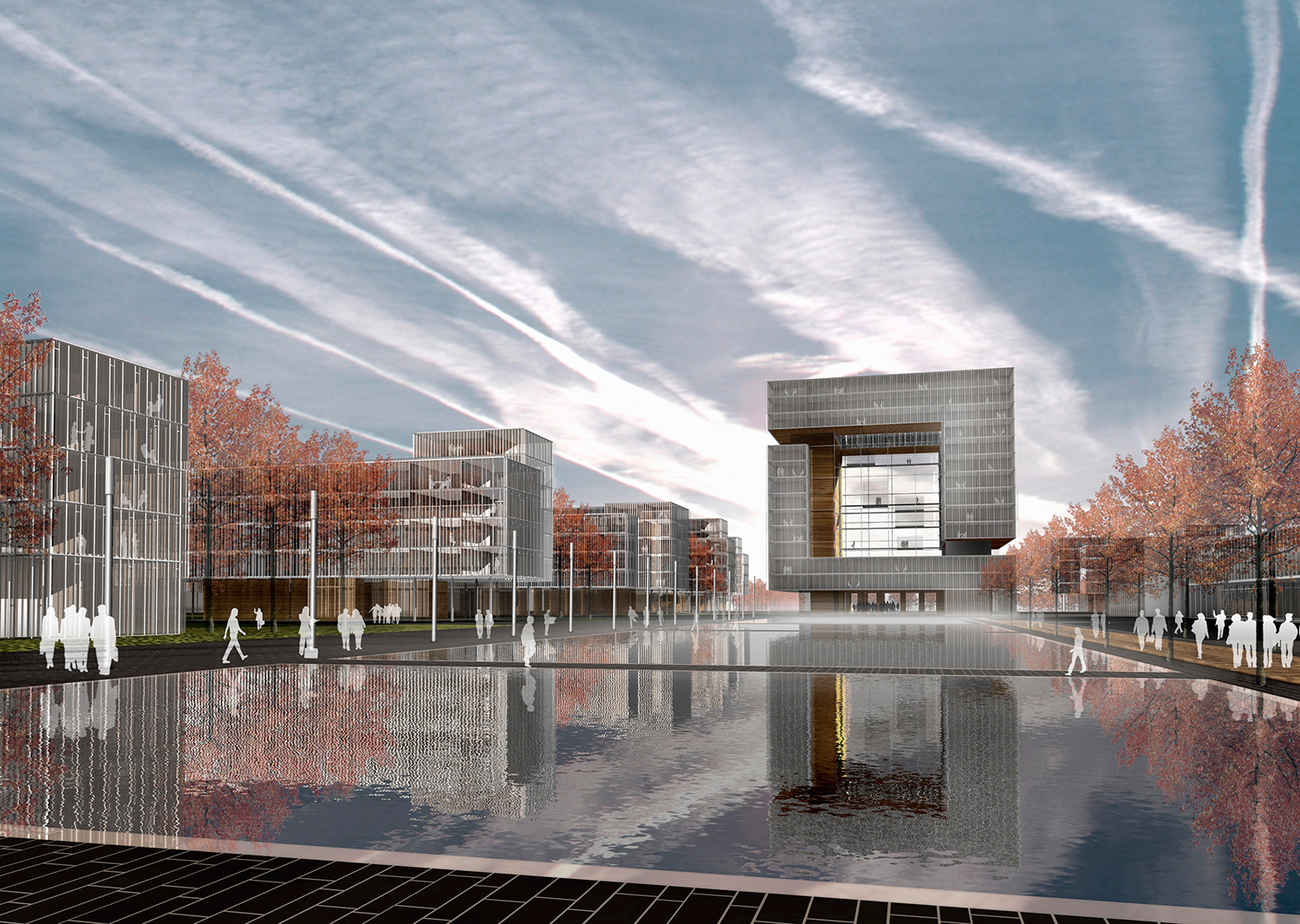
Rendering des Thyssenkrupp Quartiers nach Plänen von JSWD Architekten und Chaix & Morel et Associés

- 2014: 3. Schule, Leipzig, 1. Preis Wettbewerb 2009
- 2014: Zentralstandort der ENERVIE Südwestfalen Energie und Wasser AG, Hagen, 1. Preis Wettbewerb 2011
- 2013: Servicewohnhaus der Seniorenhaus GmbH der Cellitinnen zur hl. Maria, Düren
- 2012: Kindertagesstätte Miniapolis, Thyssenkrupp Quartier Essen, 1. Preis Wettbewerb 2006 (mit Chaix & Morel et Associés, Paris)
- 2010: Thyssenkrupp Quartier, 1. Bauabschnitt, Essen, 1. Preis Wettbewerb 2006 (mit Chaix & Morel et Associés, Paris)
- 2010: TZA Transferzentrum Adaptronik des Fraunhofer-Instituts für Betriebsfestigkeit und Systemzuverlässigkeit LBF, Darmstadt, 1. Preis Wettbewerb 2007
- 2009: Halle 11 im Rheinauhafen Köln (Umbau eines ehemaligen Speichergebäudes), 1. Preis im Wettbewerb 2003
- Wohn- und Geschäftshäuser am Maternusplatz, Köln-Rodenkirchen, 1. Preis im städtebaulichen Realisierungswettbewerb 2001
- 2008: Hotel am Quai de Seine, Paris (mit Chaix & Morel et Associés, Paris), 1. Preis Wettbewerb 2004
- 2005: KHM Kunsthochschule für Medien, 1. Bauabschnitt, Köln, 1. Preis Wettbewerb 2002
- 2000–2004: fünf Bahnhöfe der Wuppertaler Schwebebahn (Pestalozzistraße, Robert-Daum-Platz, Varresbecker Straße, Westend, Zoo/Stadion), Wuppertal, 1. Preis Wettbewerb 1996

### Erfolgreiche Teilnahme an Wettbewerben (Auswahl)
- 2025: Neubau des Bremer Konzerthauses „Die Glocke“, 1. Preis (einstimmig)[20] (mit GINA Barcelona Architects, Barcelona)
- 2024: Baufeld Ost 03 im Deutzer Hafen in Köln, 1. Preis[21]
- 2024: Neubau zur Erweiterung der DEVK-Zentrale in Köln, 1. Preis[22]
- 2024: Neubau Eingangs- und Gastronomiegebäude des Grugaparks in Essen, 2. Preis[23]
- 2024: Neubau Justizzentrum Köln, 3. Preis[24]
- 2023: Neubau Mobilitätshub Elbinseln in Hamburg, 1. Preis[25]
- 2023: Neubau Feuer- und Rettungswache Dülmen, 2. Preis[26]
- 2022: Neubau Kinderzentrum und zentrale Betriebsküche mit Mitarbeiterrestaurant des Kepler Universitätsklinikums in Linz, 1. Preis[27]
- 2022: Neubau Forum Konstanz für die Universität Konstanz, 2. Preis[28]
- 2022: Neubau Archäologisches Landesmuseum Mecklenburg-Vorpommern im Stadthafen Rostock, Anerkennung[29]
- 2021: Neubau des Ministeriums der Finanzen des Landes Nordrhein-Westfalen, Düsseldorf, 1. Preis (mit GINA Barcelona Architects)[30]
- 2021: Wendersplatz Neuss, 1. Preis[31]
- 2021: Elsa-Brändström-Realschule, Rheine, ein 1. Preis[32]
- 2020: Erweiterung und Sanierung der Komischen Oper Berlin, Anerkennung[33]
- 2020: Neubau „Junge Bühne“, Dortmund, 1. Preis[34]
- 2020: Erweiterung des Theaterhauses Stuttgart, 3. Preis[35]
- 2019: Erweiterung des Bundesministeriums für Umwelt, Naturschutz und nukleare Sicherheit (BMU), Berlin, 1. Preis[36]
- 2018: Projekt-Campus der Schwarz-Gruppe, Bad Friedrichshall, Zuschlag nach Mehrfachbeauftragung und Verhandlungsverfahren[37]
- 2018: Bezirksrathaus Rodenkirchen, Köln-Rodenkirchen, 1. Preis[38]
- 2017: Deutsches Tapetenmuseum und Museum für Raumkunst, Kassel, 2. Preis[39]
- 2017: Rathaus Brühl, 1. Preis (mit RMP Stephan Lenzen Landschaftsarchitekten)[40]
- 2017: Werk Opladen, Leverkusen-Opladen, Gewinner[41]
- 2016: Kölnmesse 3.0 (Modernisierung der innerstädtischen Messe), Köln, 1. Preis[42]
- 2016: Medienzentrum des SWR Baden-Baden, 2. Preis
- 2016: Landratsamt des Alb-Donau-Kreises, Ulm, 1. Preis
- 2015: Stadtquartier Neuer Kanzlerplatz, Bonn, 1. Preis
- 2015: Hauptverwaltung der GAG Immobilien, Köln, 1. Preis
- 2013: Ecole Fondamentale Brouch, Esch-sur-Alzette, 1. Preis
- 2013: The Icon Vienna Hochhausensemble beim Hauptbahnhof Wien, 1. Preis mit BEHF Corporate architects, Wien
- 2012: Musikzentrum Bochum, 2. Preis
- 2012: Bürohaus im Manegg-Areal in der Greencity Zürich, 1. Preis
- 2010: Bâtiment Jean Monnet 2 (neuer Sitz der Europäischen Kommission), Luxemburg, 1. Preis (mit Chaix & Morel et Associés, Paris, und architecture & aménagement, Luxemburg)

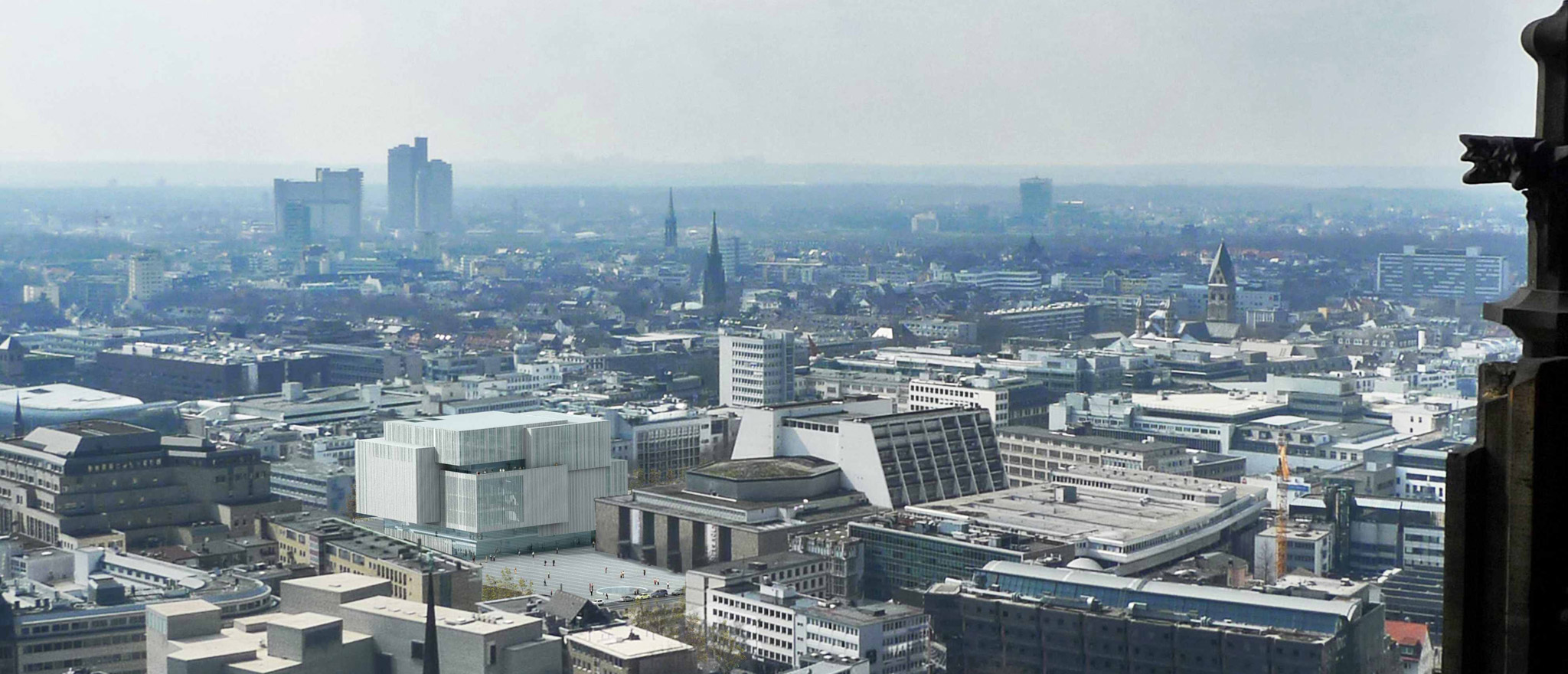
Visualisierung „Bühnen der Stadt Köln“

- 2008: Ecole Centrale Clausen, Luxemburg, 1. Preis
- 2008: Schauspielhaus und Oper Köln, 1. Preis (mit Chaix & Morel et Associés, Paris)
- 2008: Navile Tre (Büro- und Wohnhaus), Mercato Bologna (mit cfk_architetti, Venedig), 1. Preis
- 2005: Luxembourg gare – un quartier de Ville, Luxemburg, 1. Preis (mit Chaix & Morel et Associés, Paris)
- 2004: Neugestaltung des Hauptbahnhofs Wuppertal-Döppersberg und des Bahnhofsareal mit Fußgängerbrücke, Parkdecks und Shopping-Mall, 1. Preis[43]
- 2003: Art’otel, Rheinauhafen Köln, 1. Preis (mit Chaix & Morel et Associés, Paris)
- 2001: Isar-Süd, Siemens-Areal München, 1. Preis
- 2000: ICE-Terminal des Bahnhofs Köln-Messe/Deutz, 1. Preis

Quelle:

### Auszeichnungen und Preise (Auswahl)
- 2024: Stiftung Lebendige Stadt, Award 2024 „Das schönste Bahnhofsumfeld“, Bahnhofsareal des Hauptbahnhofs Wuppertal-Döppersberg[45]
- 2023: German Design Award 2024: Projekt „Neuer Kanzlerplatz Bonn“ ist Gewinner in der Kategorie Excellent Architecture[46]
- 2023: polis award 2023, „Neue Mitte Porz“ erhält den 2. Preis in der Kategorie „Reaktivierte Zentren“[47]
- 2022: BDA-Architekturpreis Nike 2022, Neues Kesselhaus Nordstern Campus nominiert in der Kategorie „Nike für Komposition“[48]
- 2021: German Design Award 2022: Projekt „Neues Kesselhaus Nordstern Campus“ in Gelsenkirchen wurde mit „Gold“ ausgezeichnet[49]
- 2021: „International Architecture Awards 2021“, Haus der Europäischen Geschichte, Brüssel, ist Gewinner in der Kategorie „Museums and Cultural Buildings“[50]
- 2021: „Architekturpreis Nordrhein-Westfalen 2021“ für das Projekt „Neues Kesselhaus Nordstern Campus“, Gelsenkirchen[51]
- 2021: „best architects 22“, Neues Kesselhaus Nordstern Campus, Gelsenkirchen, ist Gewinner in der Kategorie „Büro- & Verwaltungsbauten“[52]
- 2021: Kölner Architekturpreis 2021, Anerkennung für das Projekt „Haus J“, Köln[53]
- 2020: Architekturpreis „Vorbildliche Bauten in Nordrhein-Westfalen 2020“ für das Projekt „Neues Kesselhaus Nordstern Campus“, Gelsenkirchen[54]
- 2020: Architizer A+A Awards, „The Icon Viena“, Wien, nominiert als eines der fünf besten Projekte weltweit in der Kategorie „Commercial-Office – High Rise“[55]
- 2020: Architekturpreis des BDA Gelsenkirchen Vest Recklinghausen 2020, Auszeichnung für das Projekt „Neues Kesselhaus Nordstern Campus“, Gelsenkirchen[56]
- 2020: DAM Preis für Architektur in Deutschland 2021, Haus J in Köln-Weiß nominiert[57]
- 2020: Architekturpreis „Häuser des Jahres 2020“, Anerkennung für das Haus J in Köln-Weiß[58]
- 2019: Architekturpreis „gebaut 2019“ der Stadt Wien – Architektur und Stadtgestaltung für das Projekt „The Icon Viena“, Wien[59]
- 2019: German Design Award 2020: Projekt „Haus der Europäischen Geschichte“ in Brüssel ist Gewinner in der Kategorie Excellent Architecture[60]
- 2019: DAM Preis für Architektur in Deutschland 2020, FLOW Tower in Köln auf der Shortlist[61]
- 2018: Deutscher Lichtdesign-Preis, 1. Preis in der Kategorie Lichtkunst für die Lichtinstallation von Anette Sauermann in den Fassaden der beiden Fraunhofer-Institute ILT + IPT, Aachen[62]
- 2018: DAM Preis für Architektur in Deutschland 2019, Haus der Europäischen Geschichte in Brüssel nominiert in der Kategorie Auslandsbauten[63]
- 2017: Kölner Architekturpreis, Anerkennung für Haus F in Köln[64]
- 2017: Architekturpreis „Auszeichnung Guter Bauten 2017“ des BDA Aachen, Anerkennung für das CWD Center for Wind Power Drives in Aachen[65]
- 2015: Architekturpreis der Stadt Essen, Kita Miniapolis im Thyssenkrupp Quartier, Essen[66]
- 2015: Architekturpreis der Stadt Leipzig, Lobende Erwähnung für die 3. Schule, Leipzig
- 2015: Stahl-Innovationspreis, 1. Preis in der Kategorie Stahl im Bauwesen für die Fassade der Kita Miniapolis im Thyssenkrupp Quartier, Essen[67]
- 2015: German Design Award 2016: Special Mention für das Gebäude Q1 im Thyssenkrupp Quartier in Essen
- 2014: Kitapreis NRW, Auszeichnung für die Kita Miniapolis im Thyssenkrupp Quartier, Essen[68]
- 2014: Fritz-Höger-Preis für Backstein-Architektur, Auszeichnung in Silber in der Kategorie Wohnungsbau für das Seniorenwohnhaus der Cellitinnen GmbH zur hl. Maria, Düren[69]
- 2013: Iconic Awards, Thyssenkrupp Quartier, Essen ist Gewinner in der Kategorie Corporate Architecture
- 2012: Prime Property Award, 1. Preis für das Thyssenkrupp-Hauptquartier, Essen
- 2012: Preis des Deutschen Stahlbaues, Auszeichnung für das Gebäude Q1 im Thyssenkrupp Quartier, Essen
- 2012: pbb Architekturpreis für vorbildliche Gewerbebauten für das Transferzentrum Adaptronik des Fraunhofer-Instituts für Betriebsfestigkeit und Systemzuverlässigkeit, Darmstadt
- 2011: Emirates Glass LEAF Awards, 1. Preis in der Kategorie Best Sustainable Technology Incorporated into a Building für den Edelstahl-Sonnenschutz des Gebäudes Q1 im Thyssenkrupp Quartier, Essen
- 2010: TECU Architecture Award, 2. Preis für das Transferzentrum Adaptronik des Fraunhofer-Instituts für Betriebsfestigkeit und Systemzuverlässigkeit LBF, Darmstadt
- 2010: Auszeichnung guter Bauten des BDA Essen für das Q1 im Thyssenkrupp Quartier, Essen
- 2010: AIT-Innovationspreis in der Kategorie Architektur + Glas für den Edelstahl-Sonnenschutz des Q1 im Thyssenkrupp Quartier, Essen
- 2010: Architekturpreis der Stadt Essen für das Gebäude Q1 im Thyssenkrupp Quartier, Essen
- 2004: Auszeichnung guter Bauten des BDA Wuppertal, Anerkennung für den Schwebebahnhof Zoo-Stadion, Wuppertal
- 2000: Auszeichnung guter Bauten des BDA Wuppertal für den Schwebebahnhof Pestalozzistraße, Wuppertal

Quelle:

## Eigene Ausstellungen
- „JSWD – All Scales“, Ausstellung in der Architektur Galerie Berlin (4. September bis 20. November 2021)[71]
- „JSWD Architekten – hautnah“, Ausstellung im RIBA (Royal Institute of British Architects) London (19. Juli bis 27. August 2017)
- „JSWD Architekten – hautnah“ im AIT-Architektursalon Hamburg (1. Dezember 2016 bis 12. Januar 2017)[72]
- „JSWD Architekten – hautnah“ in „Die Raumgalerie“, Stuttgart (28. Oktober bis 26. November 2016)
- „JSWD Architekten – hautnah“ in der Lounge des Rotonda-Business-Clubs, Köln (24. Februar bis 26. August 2016)[73]
- „JSWD Architekten – hautnah“ in der Architekturgalerie München (22. Mai bis 13. Juni 2015)

## Beiträge für Ausstellungen
- 2022: Online-Ausstellung „NOW, NEAR, NEXT, – Transforming German Architecture“ mit der Präsentation von JSWD als NAX-Paten und Porträts von fünf Projekten[74]
- 2021: Wanderausstellung „Wohnen einmal anders – Neue Wohnkonzepte für vielfältige Lebensmodelle“ mit dem Projekt „Haus J in Köln-Weiß“[75] (erste Station: 14. September bis 14. Oktober 2021 in Bielefeld)
- 2020: Ausstellung „gebaut 2019“ mit dem Projekt „The Icon Viena“[76] (Juni 2020 bis Juni 2021)
- 2020: Ausstellung „DAM-Preis 2020“ mit dem Projekt „FLOW Tower in Köln“[77] (1. Februar bis 10. Mai 2020)
- 2018: Ausstellung „waidblicke #3 – Stadtgeschichte(n)“ unter Beteiligung von JSWD Architekten[78] (25. Oktober bis 15. November 2018)
- 2018: Dauerleihgabe des Modells „Raum der Stille“ (im Gebäude Q2 des Thyssenkrupp-Quartiers in Essen) für das Museum der Stille in Berlin[79] (seit März 2018)
- 2017: Modelle verschiedener Projekte, z. B. des neuen Hauptsitzes der Luxemburgischen Finanz- und Börsenaufsicht CSSF und der Ecole Centrale Clausen, in der Ausstellung „Multi-Scale Luxemburg“ im LUCA Luxembourg Center for Architecture (30. November 2017 bis 24. Februar 2018 in Luxemburg)
- 2017: Betrachtung verschiedener Projekte, z. B. des FLOW Towers in Köln, in der Ausstellung „Versteckte Moderne – Stahlbauten der Nachkriegsmoderne“ im AIT-Architektursalon Hamburg (28. November 2017 bis 11. Januar 2018 in Hamburg); die Ausstellung basiert auf einer Studie des bauforumstahl e.V. in Kooperation mit dem Institut daf (Dessauer Institut für Architektur und Facility Management) der Hochschule Anhalt in Dessau
- 2017: Beitrag zum „Haus der Europäischen Geschichte, Brüssel“ (gemeinsam mit Chaix & Morel) für die Ausstellung „architectdocuments 2017“ im KAZimKUBA[80], anlässlich der „14. documenta“ in Kassel (10. Juni bis 17. September 2017)